# Ферия дель Соль

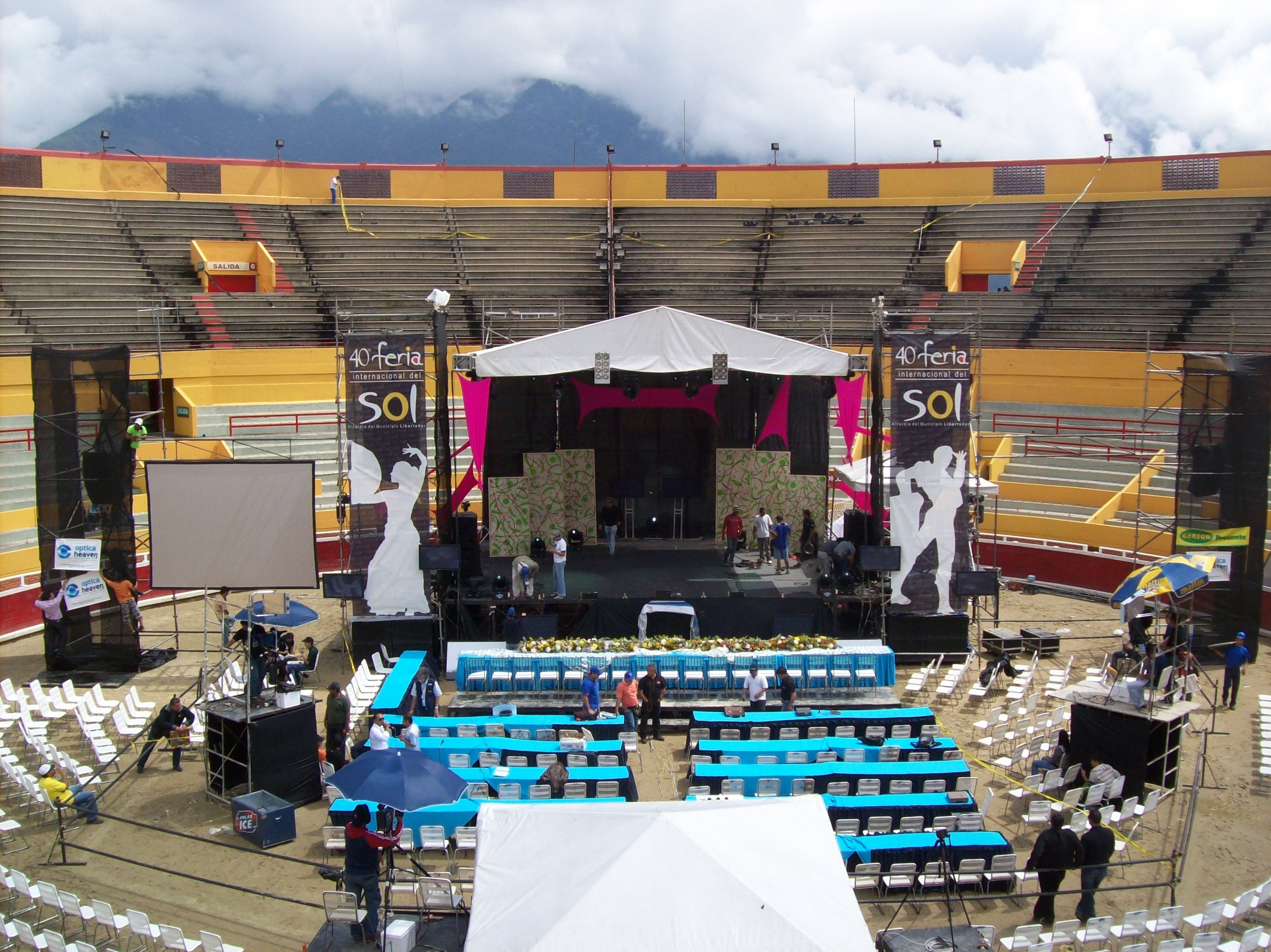
Центр конкурса Царица Солнца (Reina del Sol)

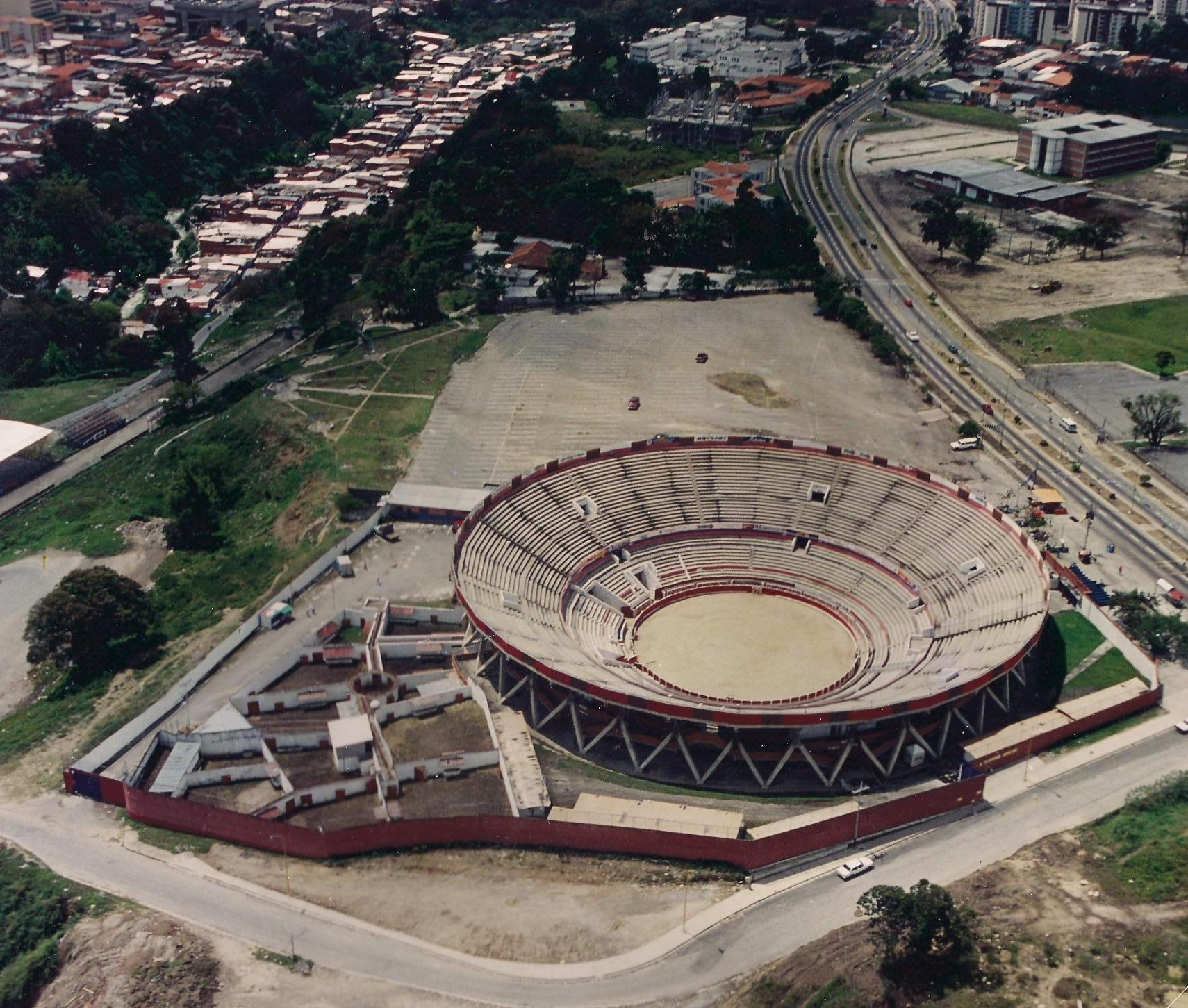
Панорама Площади Toros Román Eduardo Sandia, Мерида

Ферия дель Соль (исп. Feria del Sol — праздник солнца) — международный фестиваль культуры, проводящийся каждый февраль в венесуэльском городе Мерида. Программа фестиваля включает бои быков, выставки, концерты, парады, спортивные состязания и избрание Королевы Солнца (Reina del Sol).

## История
Идея проведения фестиваля возникла тогда, когда группа любителей решила построить площадь для боя быков (Плаза де Торос). Такие бои пользовались популярностью в других венесуэльских городах. Изначально было решено приурочить фестиваль ко Дню непорочного зачатия Девы Марии и проводить празднества 9 и 10 декабря.
В 1968 году фестиваль Ферия дель Соль не состоялся, но 13 апреля того же года был организован бой быков, который пришёлся на Великую субботу.

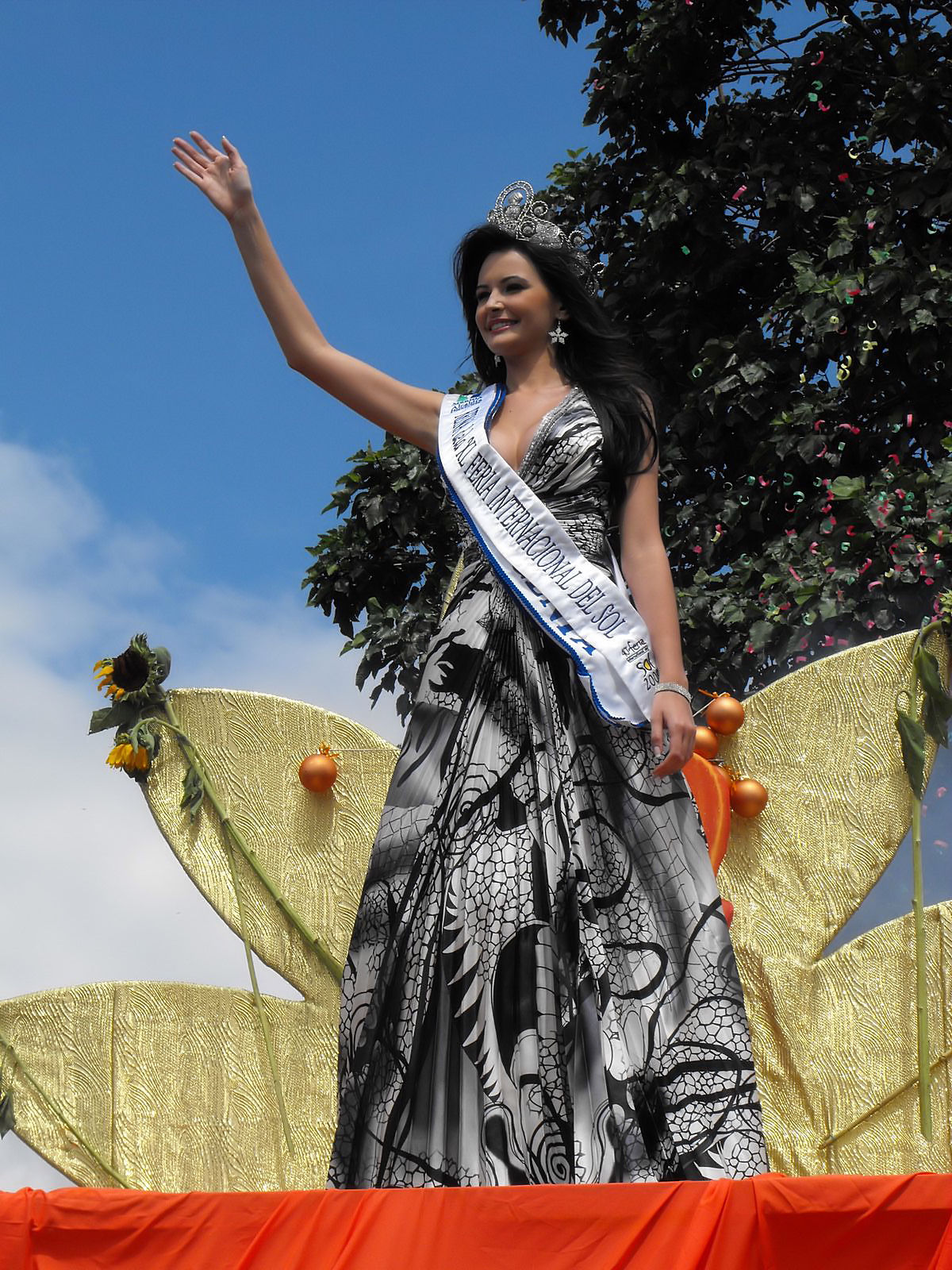
Королевы Солнца (Reina del Sol) 2009